# PZInż 130
PZInż 130 – polski eksperymentalny lekki czołg pływający z okresu  dwudziestolecia międzywojennego

## Historia
PZInż. 130 był eksperymentalnym pojazdem wzorowanym na brytyjskim czołgu pływającym Vickers-Carden-Loyd Amphibian. Decyzję o rozpoczęciu prac projektowych nad tą konstrukcją podjęto po fiasku rozmów dotyczących zakupu brytyjskiego pojazdu. Głównym projektantem PZInż. 130 był inż. Edward Habich. Nieuzbrojony prototyp czołgu był gotów w roku 1937, 2 października 1937 roku został przekazany na testy wojskowe. Podczas rozmaitych rajdów i prób przejechał około 3500 km bez poważnych usterek, zbierając pochlebne opinie ze względu na swoją prędkość i łatwość pokonywania przeszkód terenowych. Mimo to, w maju 1939 roku Sztab Główny podjął decyzję o nierozwijaniu idei czołgów pływających. Prototyp odesłano do Warsztatu Doświadczalnego w Ursusie. Po kampanii wrześniowej został przejęty przez Niemców. Dalsze losy nieznane.

## Konstrukcja
Napęd PZInż. 130 stanowił polski silnik benzynowy typu PZInż 425 o mocy 95 KM pozwalający na rozwijanie prędkości dochodzącej do 60 km/h. Taka moc silnika pozwalała na równoczesne napędzanie śruby wodnej, jak i gąsienic, co pozwalało na szybki wyjazd z wody lub szybszą jazdę po dnie płytkich akwenów. Wodny napęd czołgu stanowiła śruba wodna umieszczona w ruchomej osłonie hydrodynamicznej pełniącej rolę steru. Prototyp czołgu  był nieuzbrojony, ale docelowo pojazd  miał być wyposażony w pojedynczy karabin maszynowy wz. 25 lub w  najcięższy karabin maszynowy wz. 38FK. Wnętrze pojazdu składało się z dwóch przedziałów. W prawym znajdował się silnik, w lewym dwuosobowa załoga. Kierowca dysponował do obserwacji peryskopem odwracalnym Gundlacha. Stanowisko dowódcy czołgu mieściło się w jednoosobowej wieży pochodzącej z prac nad czołgiem TKW. W celu poprawienia pływalności czołgu zastosowano błotniki pełniące rolę pływaków, od środka wypełnione masą korkową oraz zmniejszono wagę czołgu poprzez zastosowanie żeberkowych kół nośnych i lekkich gąsienic. Cały czołg pokryty był pancerzem nitowanym o grubości 8 mm, co zapewniało ochronę przed pociskami karabinowymi i odłamkami. Jako że pojazd powstawał równolegle do czołgu lekkiego 4TP, wiele elementów tych pojazdów było zunifikowanych.